# 松永里愛
松永 里愛（まつなが りあい、2005年7月7日 - ）は、日本の歌手、アイドル。女性アイドルグループJuice=Juiceのメンバー。
大阪府出身。アップフロントプロモーション所属。

## 略歴
2015年
- 『2015アンジュルム新メンバーオーディション』に応募するも、落選。

2016年
- 「モーニング娘。'16 『新世紀』オーディション」に応募するも、落選。

2017年
- 3月6日、島倉りか・日比麻里那・江口紗耶・土居麗菜・岡村美波・山田苺・中山夏月姫とともにハロプロ研修生に加入。

2019年
- 3月 - 5月、『モーニング娘。'19コンサートツアー春 〜BEST WISHES!〜』に、小野琴己・米村姫良々・橋迫鈴・為永幸音・出頭杏奈とともにオープニングアクト・チャレンジアクトとして帯同。
- 5月7日、『Hello! Project 研修生発表会2019 ～春の公開実力診断テスト～』にて太陽とシスコムーンの「ガタメキラ」を披露し、『ベストパフォーマンス賞』を受賞。
- 6月14日、Juice=Juiceへの加入が発表された。
- 10月23日、「「ひとりで生きられそう」って それってねえ、褒めているの?/25歳永遠説」でJuice=Juiceとしてメジャーデビュー。

2025年
- 7月7日、Instagramを開始。
- 8月23日、西日本出身のハロー!プロジェクトのメンバーによるユニット『ハロプロ西日本』に参加、所属事務所の先輩である杉田二郎の楽曲『戦争を知らない子供たち』のカバーを配信リリース予定。

## 人物
- 身長162 cm[10]。
- ニックネームのやふぞうは、松永のブログの挨拶文が由来。元々、挨拶文自体も日替わりであったが、2019年夏ごろに「やふぞう」に固定されると、徐々に松永自身を表す語句として定着していった[11][12]。2019年まで、コンサートのコール&レスポンスや、松永主演のイベント名にも使用されていた。[13]。
- Juice=Juice同期加入の工藤由愛とのコンビは「ゆめりあい」と呼ばれている[14]
- 趣味は動物と遊ぶこと、好きなスポーツはバドミントン[1]。
- 好きな食べ物はワッフル[15]。
- 座右の銘は「初心忘るべからず」[1]。

## 出演

### ラジオ
- 爆夜〜BAKUNAI（2021年9月26日 - 、ラジオ日本） - 2024年6月23日よりレギュラー出演、それ以前は準レギュラーとして不定期出演
- Juice=Juice松永里愛のMIX=Juice （2024年4月7日 - 、TBSラジオ『Music Palette♪』内コーナー）- メインパーソナリティー[16]
- ミッドナイト・ダイバーシティー〜正気のSaturday Night〜『ハロプロ楽曲集中講座』（2024年8月31日、JFN系列各局）

### 舞台
- 演劇女子部「遙かなる時空の中で6 外伝 〜黄昏ノ仮面〜」（2019年6月22日、メルパルクホール） - 友情出演[17]
- STAGE VANGUARD「悪嬢転生」リニューアル公演（2023年5月31日、COTTON CLUB） - ゲスト出演[18]

### コンサート
- M-line Special 2022 ～My Wish～（2022年10月2日、NHK大阪ホール。昼夜2公演） - ゲスト出演[19]
- M-line Special 2023 ～Magical Wish～（2023年3月4日、松下IMPホール、昼夜2公演 / 4月28日、めぐろパーシモンホール、1公演） - ゲスト出演[20]
- RISA OGATA CONCERT「éclatant」（2024年3月11日 - 13日、COTTON CLUB） - 有澤一華の代役でSupport Dancerとして出演

### イベント
- さわやか五郎38thバースデーイベント～ようこそ 五郎ハウスへ～（2020年10月24日、パシフィックヘブン）- ゲスト[21]

## 参加ユニット
- Juice=Juice（2019年 - ）
- ハロプロ・オールスターズ（2020年）
- ハロプロ西日本（2025年 - ）